# Petteri Taalas

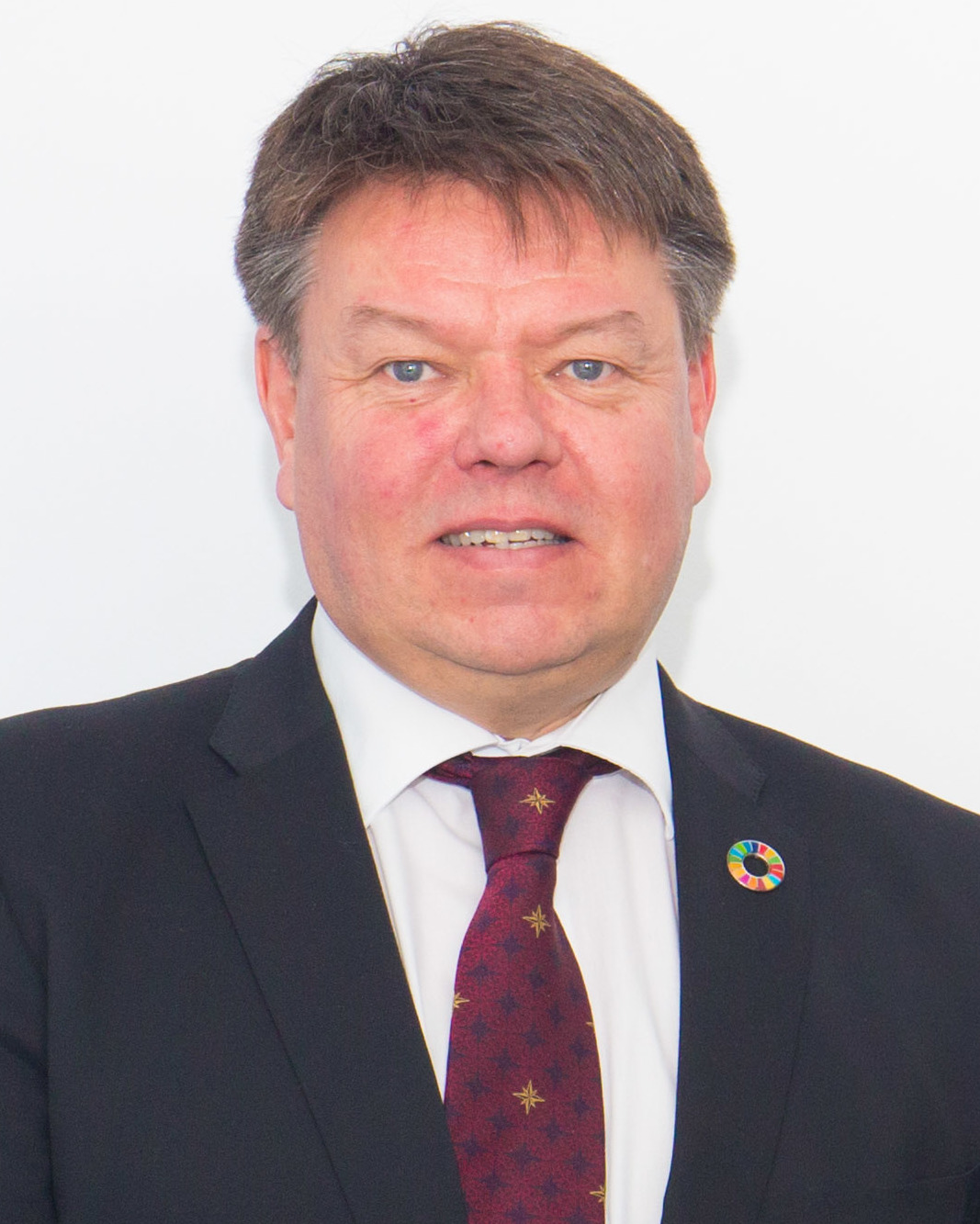
Petteri Taalas

Petteri Taalas (* 1961) ist ein finnischer Meteorologe. Er war von 2016 bis 2023 als Nachfolger Michel Jarrauds der Generalsekretär der Weltwetterorganisation (WMO).

## Leben
Taalas promovierte 1993 an der Universität Helsinki in Meteorologie. Er absolvierte zudem an der Handelshochschule Helsinki ein Managementstudium. Von 2007 bis 2015 war er der Leiter des Meteorologischen Instituts in Finnland.

## Wirken
Taalas gilt als Mahner für rasche Maßnahmen gegen den Klimawandel. So sagte er 2018: „Ohne eine Verringerung von CO2 und anderen Treibhausgasen wird der Klimawandel zerstörerische und unumkehrbare Folgen für die Erde haben. [...] Die Chance, noch einzugreifen, ist fast vertan.“
2023 sorgte seine unverblümten Worte zum Gletscherschwund für Aufsehen, als er suggerierte, dass sich wesentliche Folgen der globalen Erwärmung nicht mehr aufhalten und nicht umkehren ließen. Er bekräftigte Stimmen der Klimaforschung, nach denen wesentliche Kipppunkte der arktischen Eisschilde bereits überschritten worden sein könnten.
Im Vorfeld der UN-Klimakonferenz 2023 kritisierte Taalas den deutschen Atomausstieg und rief die Bundesregierung dazu auf, diesen zu überdenken.

## Positionen
Taalas ist Mitglied der International Gender Champions, die sich für Geschlechtergleichstellung in nationalen und internationalen Organisationen einsetzt.

## Veröffentlichungen (Auswahl)
- P. Taalas, J. Kaurola, A. Kylling, D. Shindell, R. Sausen, M. Dameris, ... und B. Steil: The impact of greenhouse gases and halogenated species on future solar UV radiation doses. In: Geophysical Research Letters. Band 27, Nr. 8, 2000, S. 1127–1130.